# Vețca
Vețca é uma comuna romena localizada no distrito de Mureș, na região histórica da Transilvânia. A comuna possui uma área de 37.49 km² e sua população era de 808 habitantes segundo o censo de 2007.